# サウエとラップ〜自由形〜
『サウエとラップ〜自由形〜』（サウエとラップ じゆうがた）は、陸井栄史による日本の漫画作品。『週刊少年チャンピオン』にて、2017年9号から41号まで連載された。キャッチコピーは“オレたちの日常はラップで出来ている。”。
日本のラッパーであるサイプレス上野が監修した作品で、フリースタイルのラップを題材にしたギャグ漫画である。2017年7月7日に単行本が発行された。

## あらすじ
ヒップホップが大好きな転校生、佐上くんが言葉を操って人を蘇らせたり引きこもりを救ったり、様々な奇跡を起こすというもの。
R-指定（Creepy Nuts）、COMA-CHI、DOTAMA、MIRI（ライムベリー）、漢 a.k.a. GAMI、Zeebra、押忍マン、崇勲、KEN THE 390、ACE、あっこゴリラといった実在のラッパーが話に登場し、さまざまなキャラに扮し佐上とMCバトルを繰り広げる。